# Francis Ledwidge
Francis Ledwidge (19 août 1887 à Slane, County Meath - 31 juillet 1917 à Boezinge) est un poète de guerre irlandais, du comté de Meath. Parfois surnommé le « poète des merles », il est tué au combat le premier jour de la bataille de Passchendaele durant la Première Guerre mondiale. Il est enterré à l'Artillery Wood Cemetery (en), le cimetière militaire de Boezinge ainsi que le poète gallois Hedd Wyn tué le même jour au cours de la même bataille.